# Szívtipró gimi (televíziós sorozat, 2022)
A Szívtipró gimi (eredeti cím: Heartbreak High) 2022-től vetített ausztrál dráma–vígjátéksorozat, amelyet Hannah Carroll Chapman alkotott, az 1994 és 1999 vetített Szívtipró gimi című sorozat folytatása. A főbb szerepekben Ayesha Madon, James Majoos, Chloé Hayden, Asher Yasbincek és Thomas Weatherall látható.
Ausztráliában és Magyarországon 2022. szeptember 14-én mutatta be a Netflix.
2022. október 19-én berendelték a második évadot.
2024. novemberében elkezdődött a harmadik, egyben az utolsó évad forgatása. 

## Ismertető
Miután a Hartley Gimnázium diákjainak szexuális kalandjait részletező térképet találnak az iskola falára firkálva, az összes diákot, akinek a neve rajta volt, arra kényszerítik, hogy részt vegyen egy új szexuális felvilágosító kurzuson, a szexuális műveltségi tanfolyamon. A térkép készítője, Amerie Wadia társadalmi kitaszítottá válik, miután magára vállalja a felelősséget a térkép társszerzője, Harper McLean miatt, aki egy tragédiát követően, egy zenei fesztiválon, amelyen részt vettek, nem állt vele szóba.

## Szereplők

### Főszereplők
| Szereplők                      | Színész             | Magyar hang                                      | Leírás                                                                                    | Évadok |
| ------------------------------ | ------------------- | ------------------------------------------------ | ----------------------------------------------------------------------------------------- | ------ |
| Amerie Wadia                   | Ayesha Madon        | Pekár Adrienn                                    | Pimasz, munkásosztálybeli indiai-ausztrál lány, aki páriává válik a Hartley Gimnáziumban. | 1–     |
| Darren Rivers                  | James Majoos        | Penke Bence                                      | Queer és nembináris diák, aki összebarátkozik Amerie-vel.                                 | 1–     |
| Quinn “Quinni” Gallagher-Jones | Chloé Hayden        | Hermann Lilla                                    | Darren leszbikus legjobb barátja, aki autista.                                            | 1–     |
| Harper McLean                  | Asher Yasbincek     | Staub Viktória                                   | Punk lány, aki összeveszett Amerie-vel.                                                   | 1–     |
| Malakai Mitchell               | Thomas Weatherall   | Rada Bálint                                      | Biszexuális Bundjalung kosárlabdázó, új Hartleyben.                                       | 1–     |
| Douglas “Ca$h” Piggott         | Will McDonald       | Kádár-Szabó Bence                                | Aszexuális eshay, drogdíler és ételkihordó.                                               | 1–     |
| Dustin “Dusty” Reid            | Joshua Heuston      | Csiby Gergely                                    | Biszexuális zenész, aki Harperrel játszik együtt.                                         | 1–     |
| Sasha So                       | Gemma Chua-Tran     | Csifó Dorina                                     | Kínai-ausztrál, aki leszbikus.                                                            | 1–     |
| Spencer “Spider” White         | Bryn Chapman-Parish | Gacsal Ádám                                      | Az osztály bohóca.                                                                        | 1–     |
| Missy Beckett                  | Sherry-Lee Watson   | Károlyi Lili (1. évad) Engel-Iván Lili (2. évad) | Sashával foglalkozó őslakos diák.                                                         | 1–     |
| Anthony “Ant” Vaughn           | Brodie Townsend     | Baráth István                                    | Kedves, nagyszívű diák.                                                                   | 1–     |
| Josephine “Jojo” Obah          | Chika Ikogwe        | Koncz-Kiss Anikó                                 | Angol és SLT tanár a Hartley Gimnáziumban.                                                | 1–     |
| Peter Rivers                   | Scott Major         | Törköly Levente                                  | Darren apja.                                                                              | 1.     |
| Stacy "Woodsy" Woods           | Rachel House        | Makay Andrea                                     | A Hartley Gimnázium igazgatója.                                                           | 1–     |
| Zoe Clarke                     | Kartanya Maynard    | Szabó Luca                                       | Őslakos diák                                                                              | 2.     |
| Timothy Voss                   | Angus Sampson       | Mészáros András                                  | A Hartley Gimnázium tesitanárja.                                                          | 2.     |

### Mellékszereplők
| Szereplők      | Színész            | Magyar hang                                  | Leírás                 |
| -------------- | ------------------ | -------------------------------------------- | ---------------------- |
| Chaka Cardenes | Isabella Gutierrez | Mics Ildikó (1. évad) Téglás Judit (2. évad) | Ausztrál-salvadori nő. |
| Justin McLean  | Ben Oxenbould      | Megyeri János                                | Harper apja.           |
| Huma Wadia     | Sandy Sharma       | Sági Tímea                                   | Amerie anyja.          |
| Chook          | Tom Wilson         | Hám Bertalan                                 | Ca$h barátai.          |
| Jayden         | Ari McCarthy       | Bogdán Gergő                                 | Ca$h barátai.          |
| Nan            | Maggie Dence       | Halász Aranka                                | Ca$h nagymamája.       |
| Rhea Brown     | Natalie Tran       | Tarr Judit                                   | Helyi szerző.          |

### Magyar változat
- Magyar szöveg: Pallinger Emőke (1. évad), Nacsa-Bán Zsanett (2. évad)
- Hangmérnök: Erdélyi Imrey
- Vágó: László László (1. évad), Baltazár Boldizsár (2. évad)
- Gyártásvezető: Újréti Zsuzsa
- Szinkronrendező: Egyed Mónika
- Produkciós vezető: Felföldi Anna

A szinkront az Iyuno Hungary készítette.

## Évados áttekintés
| Évad | Évad | Epizódok | Amerikai sugárzás    | Amerikai sugárzás    | Amerikai adó      | Magyar sugárzás      | Magyar sugárzás      | Magyar adó |
| Évad | Évad | Epizódok | Évadpremier          | Évadfinálé           | Amerikai adó      | Évadpremier          | Évadfinálé           | Magyar adó |
| ---- | ---- | -------- | -------------------- | -------------------- | ----------------- | -------------------- | -------------------- | ---------- |
|      | 1    | 8        | 2022. szeptember 14. | 2022. szeptember 14. |                   | 2022. szeptember 14. | 2022. szeptember 14. |            |
|      | 2    | 8        | 2024. április 11.    | 2024. április 11.    | 2024. április 11. | 2024. április 11.    |                      |            |

## Epizódok

### 1. évad (2022)
| Sor. | Év. | Cím                                    | Rendező                        | Író                                       | Premier              |
| --- | --- | -------------------------------------- | ------------------------------ | ----------------------------------------- | -------------------- |
| 1. | 1.  | Térképes ribanc (Map Bitch)            | Gracie Otto                    | Hannah Carroll Chapman                    | 2022. szeptember 14. |
| Amerie Wadia társadalmi páriává válik a Hartley Gimnáziumban, miután felfedezik a "vérfertőzési térképet", egy részletes ábrát arról, hogy mely diákok milyen szexuális kapcsolatokat folytattak, és kiderül, hogy ő a tettes. Harper McLean, Amerie régi legjobb barátnője és a térkép társalkotója elkezdi mellőzni őt, és ütlegelni kezdi, amikor megpróbál beszélni vele, de nem magyarázza meg, miért. Amerie és Harper utoljára egy zenei fesztiválon voltak együtt az előző héten. A térképen felbukkanó diákokat ennek következtében egy kötelező szexuális felvilágosító osztályba helyezik, amelyet Stacy "Woodsy" Woods igazgató és Josephine "JoJo" Obah angol tanárnő vezet. Darren Rivers az utcán alszik, miután összeütközésbe került a mostohaapjával a nem bináris identitása miatt, és végül apja, Peter házában keres menedéket. Quinn "Quinni" Gallagher-Jones és Darren összebarátkoznak Amerie-vel, és elviszik egy buliba, ahol megcsókolja a szerelmét, Dustin "Dusty" Reidet. |     |                                        |                                |                                           |                      |
| 2. | 2.  | Reneszánsz didik (Renaissance Titties) | Gracie Otto                    | Matthew Whittet és Hannah Carroll Chapman | 2022. szeptember 14. |
| Dusty Reneszánsz didik nevű zenekara koncertet ad nála, és Amerie szívesen részt venne rajta. Sajnos Spencer "Spider" White, egy diáktársa, aki mélységesen ellenszenves Amerie-nek, a jegyértékesítésért felelős, és nem hajlandó eladni neki egyet. Amerie segítséget kap Malakai Mitchelltől, hogy beosonjon a buliba, de közben véletlenül beleesik egy medencébe. A fellépésen Amerie megtudja, hogy Dusty és Harper találkozgatnak, és megszakad a szíve. Quinni és Sasha So randizni mennek, és Quinni elmondja Sashának, hogy ő autista. Sasha és Quinni ekkor csókolóznak először. Chook, Douglas "Ca$h" Piggott, Tilla és Jayden ellopják Dusty apjának autóját. Chook a csoport főkolomposa. |     |                                        |                                |                                           |                      |
| 3. | 3.  | Totál cuki (Eetsway)                   | Neil Sharma                    | Marieke Hardy                             | 2022. szeptember 14. |
| Chook és bandája, köztük Ca$h, Dusty apjának autójával lopnak árut egy kiskereskedelmi üzletből. A rendőrség üldözőbe veszi őket, és a bandának gyalog kell elmenekülnie. Chook azt mondja Ca$h-nak, hogy rejtse el a lopott árut. Ca$h segítséget kér Darrentől, és társaságban együtt lógnak. Amerie még mindig összetört a szíve, és Malakai karjaiban keres vigaszt. Ő és Malakai lefekszenek egymással, és Amerie-nek ez az első alkalom. |     |                                        |                                |                                           |                      |
| 4. | 4.  | Takarodj (Rack Off)                    | Neil Sharma                    | Meyne Wyatt                               | 2022. szeptember 14. |
| Malakai-t az osztálytársai az öltözőben cukkolják, amiért lógott a kosárlabda próbajátékról, hogy Amerie-vel tölthessen időt, és akarva-akaratlanul intim részleteket árul el a találkozásukról. A diákok közül sokan végül ugyanazon a Mardi Gras rendezvényen vesznek részt. Quinni idegennek érzi, hogy Sasha annyi időt tölt Missy Beckett-tel, Sasha volt barátnőjével. Darren és Ca$h csókolóznak a rendezvényen. Malakai-t bántalmazza egy rendőr, Amerie pedig felveszi az esetet, és véletlenül feltölti a közösségi médiára. Malakai rendkívül zaklatott és traumatizált, és elszökik Amerie és barátai elől. Dusty és Harper követi őt, hogy felajánlják támogatásukat, és végül hármasban is összejönnek. |     |                                        |                                |                                           |                      |
| 5. | 5.  | Hóbatla (Bin Chicken)                  | Adam Murfet és Jessie Oldfield | Thomas Wilson-White                       | 2022. szeptember 14. |
| Takarítási nap van a Hartley Gimnáziumban, és díjat kap az, aki a legtöbb szemetet szedi össze. Valaki névtelenül elárulja SLT osztályában, hogy Malakai, Dusty és Harper hármasban volt együtt. Darrennek és Ca$h-nak randevúra kellene mennie, de végül Ca$h nagymamáját kísérik el a barátaival pókerezni. Dusty az édeshármas után másképp kezd el bánni Harperrel, aki az egész iskola előtt dühösen leszólja őt emiatt. Amerie és Malakai is szakítanak, Malakai pedig egyszerre küzd a rendőrségi brutalitás átélésének traumájával és azzal is, hogy kínosan érzi magát a róla készült videó miatt, ami a közösségi médiában kering. |     |                                        |                                |                                           |                      |
| 6. | 6.  | Angeline (Angeline)                    | Adam Murfet és Jessie Oldfield | Natesha Somasundaram                      | 2022. szeptember 14. |
| Quinni izgatottan várja, hogy részt vehessen kedvenc írónője, Rhea Brown felolvasóestjén. Az eseményre Sashával együtt megy, és a közös nap folyamán már nem tudnak nem tudomást venni a nézeteltéréseikről, és hatalmasat veszekednek. Amerie jelmezbált rendez a házában, ahol Dusty és Malakai is ott lesz. Harper rájön, hogy klamídiája van, és ideges, hogy elmondja Dusty-nak és Malakai-nak. |     |                                        |                                |                                           |                      |
| 7. | 7.  | A seriff (The Sheriff)                 | Gracie Otto                    | Megan Palinkas és Matthew Whittet         | 2022. szeptember 14. |
| Jojo-t névtelenül megvádolják azzal, hogy szexuális kapcsolatot létesített Amerie-vel, és a rendőrség nyomozást folytat. Amerie és Jojo egyaránt tagadja a vádakat, és Jojo-t végül felmentik a vádak alól, de a helyzet elkeseríti, és úgy dönt, hogy abbahagyja a tanítást. A diákok tüntetést szerveznek, mert azt akarják, hogy Jojo visszatérjen tanáruknak. Ca$h elmondja Darrennek, hogy aszexuális. Kiderül, hogy a zenei fesztivál éjszakáján Amerie és Spider összejöttek, és az is, hogy Harper bekopogott Amerie ablakán, miközben Spider a szobájában volt. Amerie úgy tesz, mintha nem hallaná, mert nem akarja, hogy Harper megtudja, kivel volt. A tüntetés után Amerie hazasétál, és meglát egy mentőautót Harper háza előtt. Harper véresen sétál ki a bejárati ajtaján. |     |                                        |                                |                                           |                      |
| 8. | 8.  | Három kard (Three of Swords)           | Gracie Otto                    | Hannah Carroll Chapman                    | 2022. szeptember 14. |
| Harper végül elmondja Amerie-nek, mi történt a zenei fesztivál napján. Reggel Harper apja, Justin meglehetősen zaklatott, és pénzt kér tőle (feltehetően metamfetaminra). A lány elhagyja az otthonát, és találkozik Amerie-vel, és keresztezik útjukat Chookkal és bandájával. Harper és Amerie a fesztiválon szétválnak, és Harper telefonjából lemerül az akkumulátor. Alkoholt iszik és elájul, majd Chook kocsijában ébred Chook bandájával. Chook arra utal, hogy szexuálisan bántalmazni fogja. Megállnak egy benzinkútnál, és Ca$h kinyitja az ajtót, és halkan felszólítja Harpert, hogy távozzon. Miután megpróbált Amerie-nél maradni, Harper ezután hazament, ahol az apja met-indukált pszichózisban szenved, és megpróbálja megölni őt. Elmagyarázza, hogy az apja ismét met-indukált pszichózist tapasztalt, és ezúttal ő szúrta le egy késsel, miközben védekezett (ezért van vérben úszva). Amerie döbbenten hallgatja végig ezt az információt, és bocsánatot kér Harpertől, amiért nem vett tudomást az ablakon való kopogtatásáról. A két lány kibékül és újra barátnők lesznek. Ráveszik Ca$h-t, hogy küldje el nekik a Harperről készült felvételt a kocsiban (a fesztivál éjszakáján), és elküldik a rendőrségnek. Chook egész csapatát letartóztatják, kivéve Chookot. Ca$h szerelmet vall Darrennek, mielőtt a rendőrség őrizetbe veszi. Mivel elkerülte a letartóztatást, Harper és Amerie megrongálják és felgyújtják Chook autóját. |     |                                        |                                |                                           |                      |

### 2. évad (2024)
| Sor. | Év. | Cím                                                           | Rendező                        | Író                    | Premier           |
| ---- | --- | ------------------------------------------------------------- | ------------------------------ | ---------------------- | ----------------- |
| 9.   | 1.  | Madárgyilkos (Bird Psycho)                                    | Gracie Otto                    | Hannah Carroll Chapman | 2024. április 11. |
| 10.  | 2.  | FSZ-ok a G***lordok ellen (SLTs vs C**LORDs)                  | Gracie Otto                    | Marieke Hardy          | 2024. április 11. |
| 11.  | 3.  | Az érzésgödör (The Feelings Pit)                              | Gracie Otto                    | Jean Tong              | 2024. április 11. |
| 12.  | 4.  | Lábak szétnyitva, szívek összetörve (Legs Open Hearts Broken) | Neil Sharma                    | Thomas Wilson-White    | 2024. április 11. |
| 13.  | 5.  | A Démonkirály (The Demon King)                                | Neil Sharma                    | Sara Khan              | 2024. április 11. |
| 14.  | 6.  | Gyerekes hülye$ég (Just Kid $h*t)                             | Jessie Oldfield és Adam Murfet | Keir Wilkins           | 2024. április 11. |
| 15.  | 7.  | Voss golyói (The Grapes of Voss)                              | Neil Sharma                    | Megan Palinkas         | 2024. április 11. |
| 16.  | 8.  | A fiúk nem sírnak (Boys Don’t Cry)                            | Jessie Oldfield és Adam Murfet | Hannah Carroll Chapman | 2024. április 11. |

## A sorozat készítése
A sorozatot 2020 decemberében jelentették be, a forgatás 2021 novemberében kezdődött.
A sorozatot nagyrészt Sydney-ben forgatták 2021 vége és 2022 eleje között. A 2. évad forgatása 2023 májusában kezdődött.